# .nr
Pour les articles homonymes, voir NR.
.nr est le domaine de premier niveau national attribué à Nauru, mais ce n'est pas une redirection gratuite.
Un domaine en .co.nr a été enregistré pour les utilisateurs qui veulent un sous-domaine gratuit en tant que redirection ou avec les DNS. Les vrais domaines en .nr sont payants et doivent être demandés auprès du CenpacNet qui gère les domaines de Nauru.

## Histoire
L'installation du .nr a été achevée en 2002 par Franck Martin en utilisant un code spécifique.
En 1998, la configuration originale des domaines a été créée par Shaun Moran de ComTech Communications en tant que premier gestionnaire des domaines lors de la première connexion Internet depuis l'île.

## Domaines de second niveau
Il y a des domaines de second niveau officiels dont les deux premiers sont impossibles à posséder : edu.nr, gov.nr, biz.nr, info.nr, net.nr, org.nr et com.nr.
Le .co.nr n'est pas un domaine de niveau deux mais un domaine de niveau un enregistré par une entreprise depuis 2001 et dont les sous-domaines sont offerts pour une redirection vers son site.